# Kvanefjeld
Kvanefjeld (ou Kuannersuit), est un important site géologique groenlandais, à 8 km au nord-est de Narsaq, connu pour être l'une des plus importantes réserves diversifiées de minéraux au monde : la deuxième réserve au monde de terres rares et la sixième réserve d'uranium. On y trouve aussi une importante réserve de fluorure de sodium.

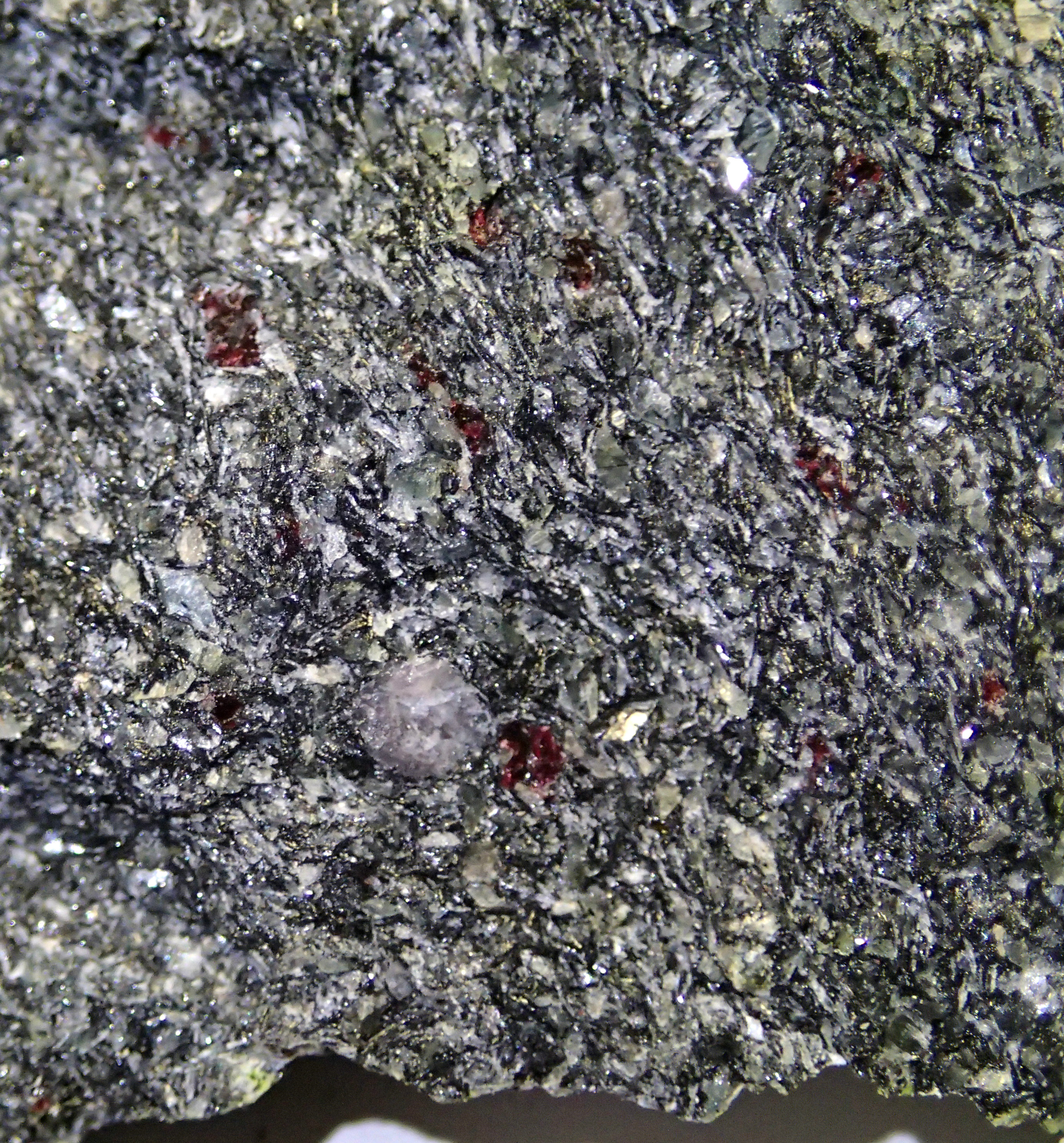
Lujavrite villiaumitique à Kvanefjeld.

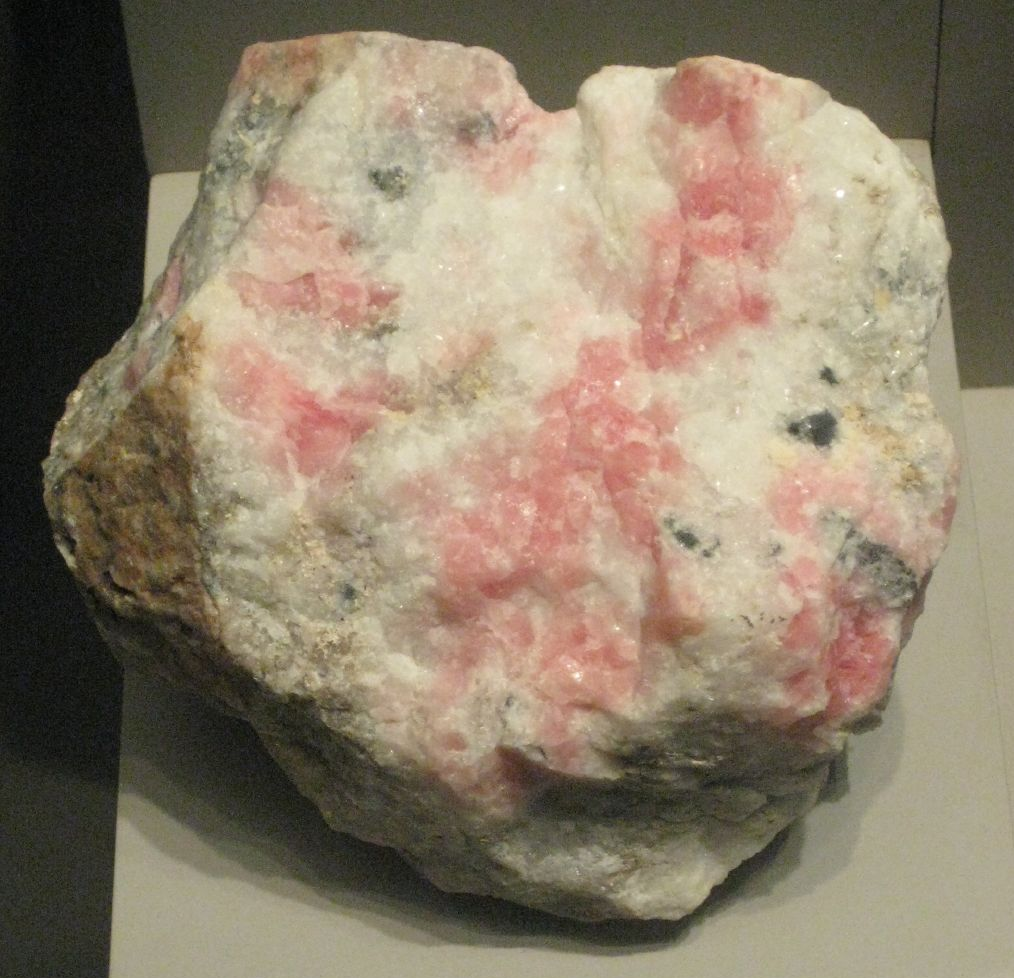
Tugtupite de Kvanefjeld

## Géologie
Le site de Kvanefeld fait partie du complexe d’intrusions Ilimaussaq. Les terres rares et l'uranium se trouvent généralement dans le lujavrite, roche ignée telle que la syénite à néphéline que l'on retrouve typiquement dans les couches internes au nord du complexe Illimaussaq.

## Exploration
Cette réserve de minerais fut découverte dans les années 1950. Dans un premier temps, les efforts du gouvernement se portèrent sur l'extraction de l'uranium, source de l'énergie nucléaire. Mais en 1983, le gouvernement danois décida de ne pas poursuivre ces investissements dans ce secteur et stoppa l'exploitation de la mine. En conséquence quoi, le site fut vendu en 2007 à une société australienne privée nommé Greenland Minerals and Energy Limited qui devint par la suite Greenland Minerals Limited.
En 2010, le gouvernement groenlandais concéda des assouplissements aux lois régulatrices de l'exploitation des sites géologiques groenlandais, ouvrant la voie à une exploitation plus importante des minerais. En 2015, le gouvernement groenlandais émit une licence d'exploitation minière pour ce site.